# معبر طابا
معبر طابا الحدودي (بالعبرية: מעבר מנחם בגין مَعْڤَار مِنَاحِيم بِيچِن) هو معبر حدودي دولي بين طابا المصرية وإيلات الإسرائيلية.

## تاريخ
اُفتتح المعبر في 26 نيسان (أبريل) 1982 ، وهو النقطة الوحيدة التي تسمح بمرور السياح بين إسرائيل ومصر، حيث أن معبر نيتسانا مخصص لمرور البضائع فقط.
في عام 1999 تعامل المعبر مع عدد قياسي من السياح والمركبات، حيث مرّ منه نحو 1,038,828 سائح، ونحو 89,422 مركبة.
في 10 نيسان (أبريل) 2017 أعلن وزير المواصلات الإسرائيلي يسرائيل كاتس، إغلاق معبر طابا بعد تفجيرات أحد السعف. وقد أُعيد فتحه بعد إغلاقٍ دام أسبوع.

## صالة المسافرين الإسرائيلية
صالة المسافرين مفتوحة 24 ساعة طوال العام، باستثناء عيد الأضحى ويوم الغفران. يوجد في المعبر محطات لأولئك الذين يسافرون بمركباتهم، خدمات صرف العملات، ومتاجر معفاة من الضرائب. بسبب التضاريس الجغرافية، لا يوجد مواقف للسيارات. يُمكن الوصول إلى المعبر باستخدام المواصلات العامة انطلاقًا من إيلات أو مطار رامون أو يمكن الوصول إليه باستخدام سيارات الأجرة أو السيارات الخاصة عبر طريق 90 . في أيلول (سبتمبر) 2016 أُطلق على المعبر اسم رئيس الوزراء السابق مناحيم بيغن، الذي وقّع اتفاقية السلام مع مصر عام 1979 .

### دفع الرسوم
يجب على جميع المسافرين إلى مصر دفع رسوم عبور الحدود قبل مغادرة إسرائيل. رسوم عبور الحدود هي 113 شيكل جديد لكل مسافر. يتم تحديد الرسم بالشيكل ويتم تحديثه مرة واحدة سنويًا في 1 كانون الثاني (يناير) مرتبطًا بمؤشر أسعار المستهلك. يتم التنازل عن رسوم الحدود في حالة السفر لمسافة لا تزيد عن كيلومتر واحد (0.62 ميل) من الحدود، ولكن يجب إظهار حجز مطبوع للفندق، وإلا فسيتم دفع الرسوم كاملة.
يستطيع الإسرائيليون دخول سيناء بدون تأشيرة لمدة تصل إلى أربعة عشر يومًا. يجب أن يكون جواز السفر ساريًا لمدة 3 أشهر على الأقل. يُسمح بمرور حتى 70 مركبة في اليوم.

## صالة المسافرين المصرية

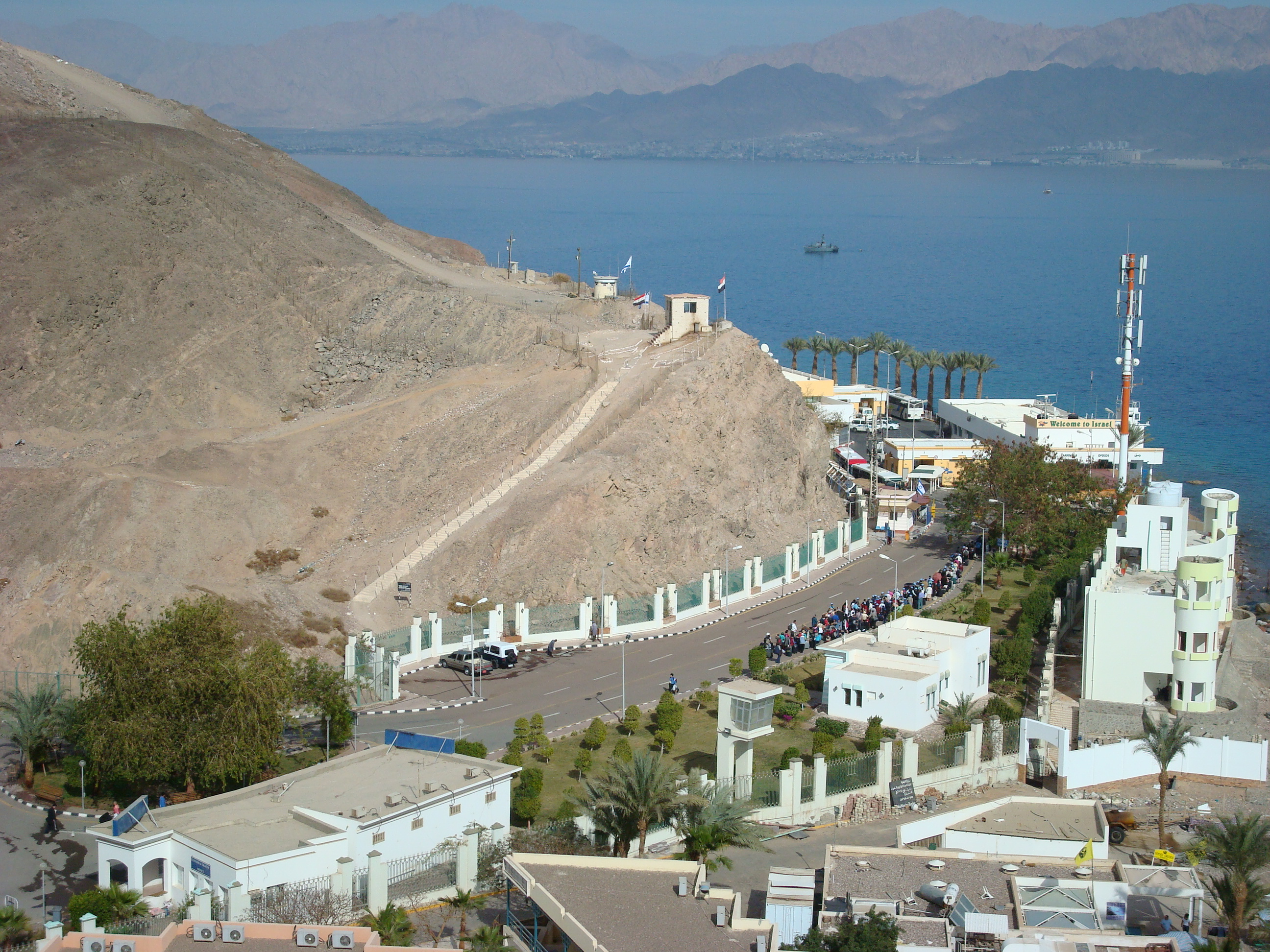
معبر طابا من الجانب المصري

صالة المسافرين مفتوحة 24 ساعة طوال العام، باستثناء عيد الأضحى. تضم الصالة سوق معفاة من الرسوم الجمركية، وتقدم خدمات الصرافة والجمارك. وبجانبها يوجد فندق من سلسلة هيلتون، مركز لشرطة السياحة المصرية. يجلس في الصالة المصرية ضابط اتصال إسرائيلي وممثل عن قوة المراقبة متعددة الجنسيات.

### دفع الرسوم
تعريفة حدود طابا هي 700 جنيه مصري تُدفع نقدًا، ولا توجد رسوم عند العودة من طابا إلى إيلات.

## معرض الصور

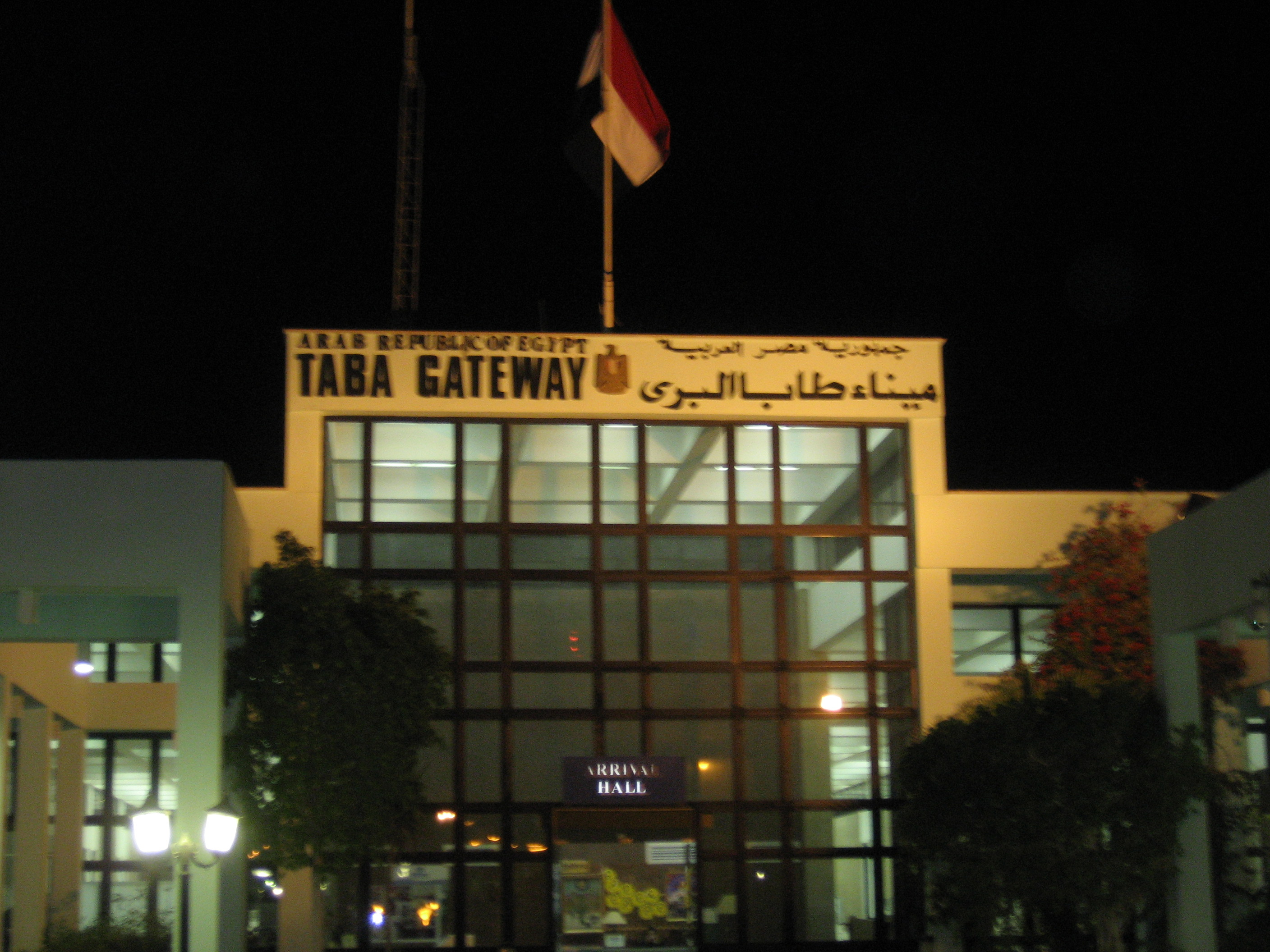
قاعة الزوار المصرية ليلا.
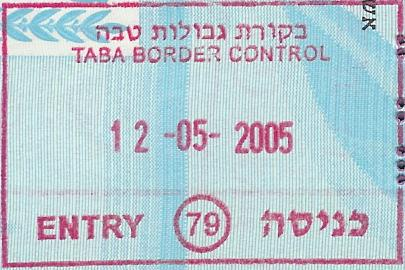
ختم الدخول إلى إسرائيل من طابا في جواز سفر إسرائيلي.
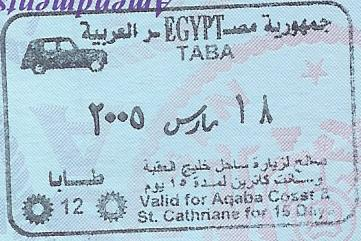
ختم الدخول إلى مصر من إيلات في جواز سفر أمريكي.